# عمشة في ديرة النسوان (مسلسل)
عمشة في ديرة النسوان, مسلسل سعودي كوميدي أجتماعي من قصة وسناريو وبطولة عبد الله العامر ومروة محمد، عماد اليوسف ، سلوى الجراش ، لمياء طارق ، زهور حسين بألإضافة إلى مي هادي و العديد من الفنانين. ويعتبر جزءاً مكملاً لمسلسل عمشة بنت عماش.